# الملتقى الوطني للتفاح بميدلت
الملتقى الوطني للتفاح بميدلت أو مهرجان التفاح بميدلت، هو ملتقى وطني سنوي للتفاح ينظم بمدينة ميدلت بالمغرب خلال شهر أكتوبر من طرف جمعية الملتقى الوطني للتفاح بميدلت وتحت إشراف وزارة الفلاحة والصيد البحري والتنمية القروية والمياه والغابات، وبشراكة مع عمالة إقليم ميدلت، وذلك منذ سنة 2021.

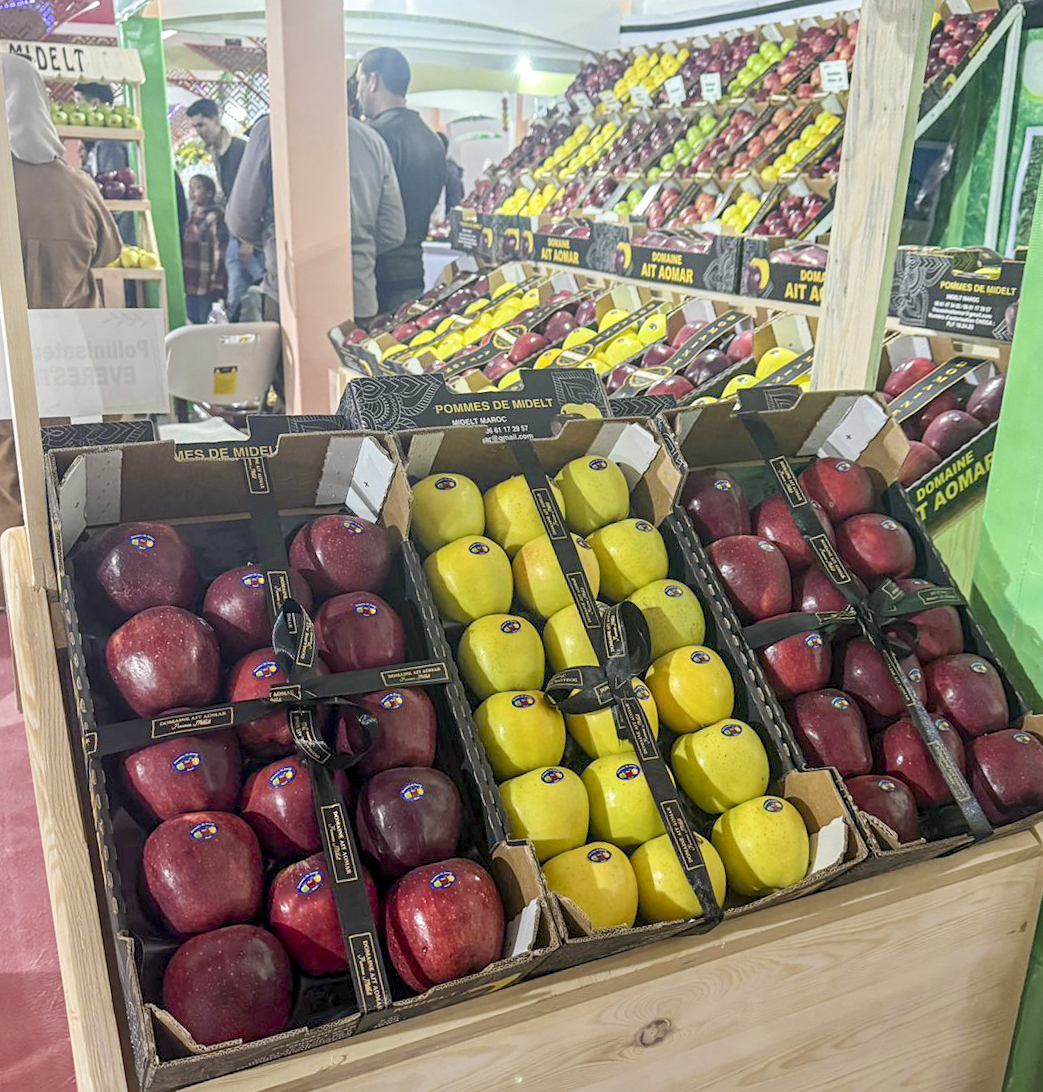

## التاريخ
يُعتبر هذا الحدث امتدادًا لمهرجان التفاح الذي دأبت مدينة ميدلت على تنظيمه إلى حدود سنة 2014. حيث تطور هذا المهرجان لاحقًا إلى ملتقى وطني يوفّر منصة سنوية لتبادل الخبرات والتجارب بين مختلف الفاعلين في مجال زراعة وإنتاج وتثمين وتسويق التفاح.

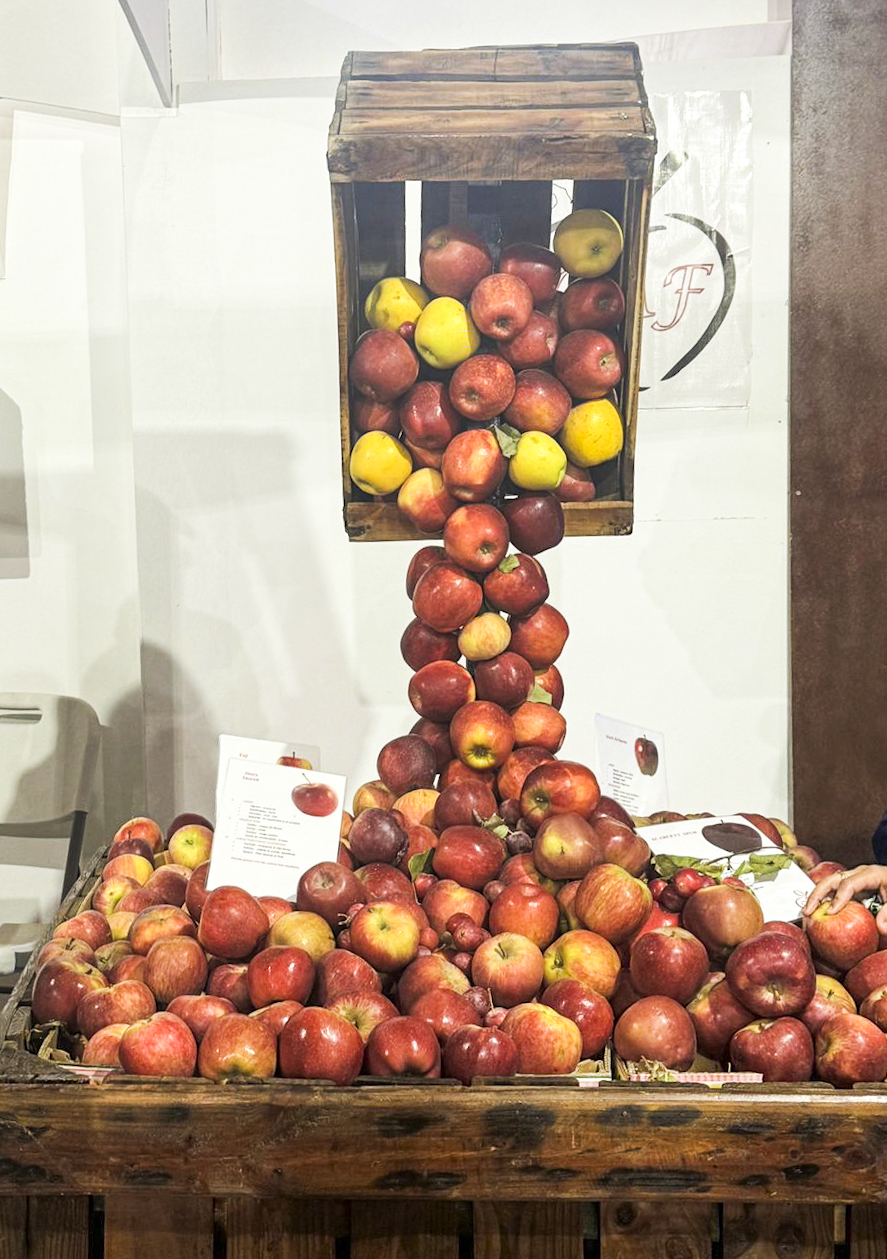

## الأهداف
يهدف الملتقى إلى دعم التعاونيات والجمعيات الفلاحية، وتعزيز قدراتها التنظيمية والاقتصادية، بالإضافة إلى مواكبة صغار المنتجين وإدماجهم في منظومة التنمية الاقتصادية والاجتماعية بالمنطقة. كما يسعى إلى تشجيع الشراكات بين مختلف المتدخلين في سلسلة الإنتاج، وتحفيز روح المقاولة لدى الشباب والتعاونيات، وتحسين جودة الإنتاج وتثمينه، فضلاً عن تطوير قنوات التسويق والتوزيع.

## الأهمية الاقتصادية
يعد التفاح من أهم سلاسل الإنتاج الفلاحي في جهة درعة تافيلالت، حيث يحتل المرتبة الثانية من حيث الأهمية الاقتصادية. وعلى المستوى الوطني، حظيت هذه السلسلة بعقد برنامج من الجيل الجديد للفترة 2021-2030 بين الدولة والفيدرالية البيمهنية لسلسلة الأشجار المثمرة بالمغرب، ويهدف هذا البرنامج إلى الرفع من القيمة المضافة لسلسلة التفاح عبر مشاريع هيكلية وتنموية. 

## التكوين والبحث العلمي
يتضمن الملتقى الوطني برنامجًا علميًا يشمل ندوات ولقاءات فكرية لمناقشة آفاق تطوير سلسلة التفاح في ضوء استراتيجية الجيل الأخضر، بالإضافة إلى ورشات تكوينية لفائدة الفلاحين والتعاونيات، يؤطرها خبراء مختصون في مجالات ذات صلة بإنتاج وتثمين التفاح. ويُعد هذا البرنامج من الركائز الأساسية التي تعزز من مكانة الملتقى كفضاء للتكوين وبناء القدرات.